# 新園庄

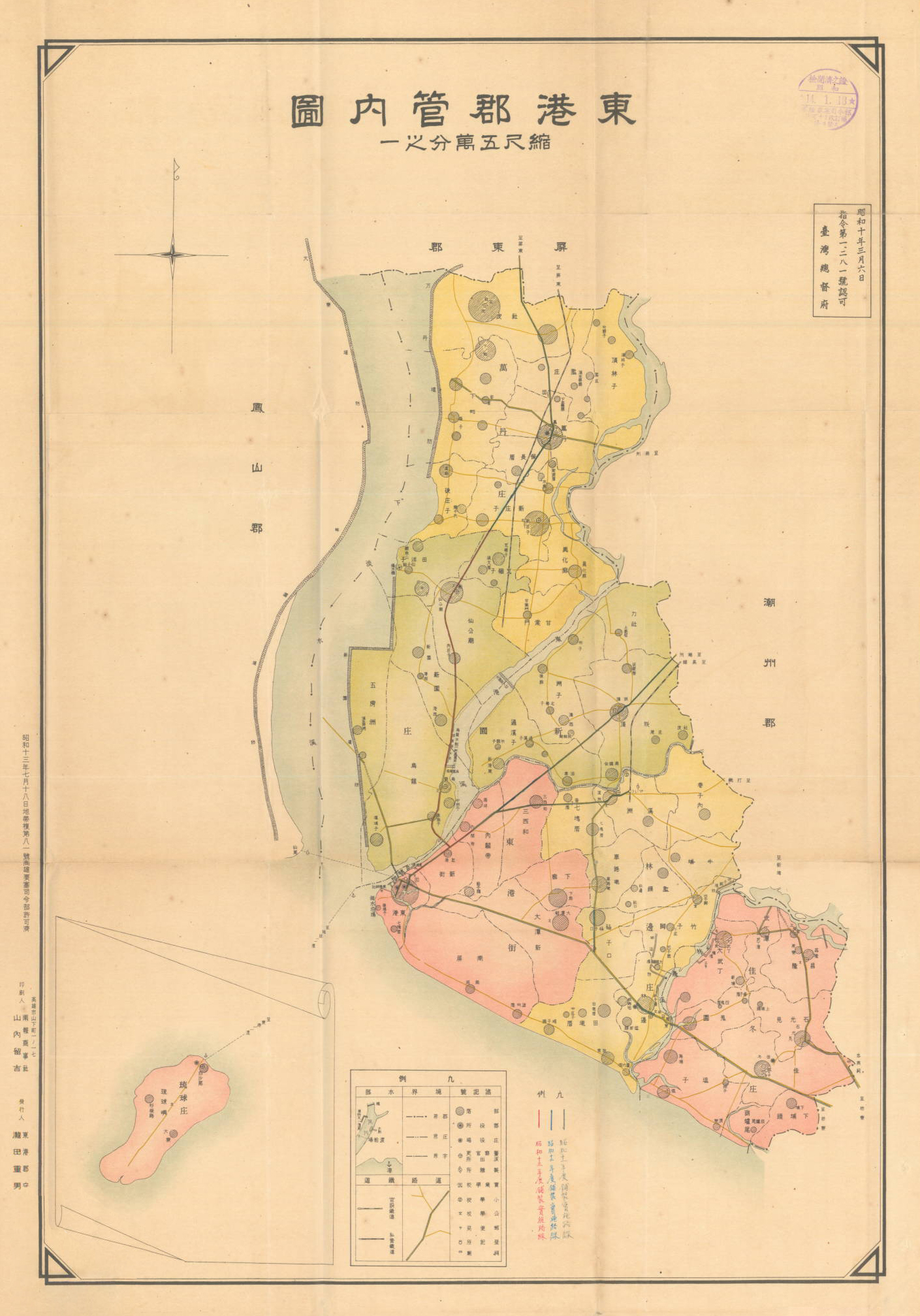
東港郡管內圖

新園庄為臺灣日治時期1920年至1945年間存在之行政區，轄屬高雄州東港郡。今屏東縣新園鄉及崁頂鄉。

## 行政區劃
新園地區在清代屬新園里、港東上里，在1897年5月分別隸屬於「鳳山縣萬丹、內埔辨務署」。1898年6月18日，鳳山縣併入「臺南縣」，而萬丹、內埔辨務署合併為「潮州庄辨務署」。1900年11月15日，新園地區分為「新園區、仙公廟區、崁頂區」。1901年11月11日，臺灣的行政區劃改為二十廳，臺南縣被裁撤，阿猴、東港辨務署合併為阿猴廳，新園里屬「阿猴廳東港支廳」，港東上里屬「阿猴廳潮州庄支廳」。1904年4月13日，阿猴廳將原有街庄整併；同年4月15日，潮州庄支廳改稱「潮州支廳」。1905年3月，阿猴廳改稱「阿緱廳」，新園地區在此時期及1910年的劃分如下：
- 新園區
  - 新園里：新園庄、五房洲庄、烏龍庄
- 仙公廟區
  - 新園里：仙公廟庄、田洋仔庄、瓦磘仔庄
- 崁頂區
  - 港東上里：崁頂庄、力社庄、洲仔庄、過溪仔庄

1920年10月1日，原堡里鄉澚之行政區廢除，街庄社改為大字，而上述街庄合併為高雄州東港郡新園庄，轄域內分為新園、五房洲、烏龍、仙公廟、田洋子、瓦磘子、崁頂、力社、洲子、過溪子等10個大字。
二戰後，新園庄改為高雄縣東港區新園鄉。1950年3月24日，在東港溪東側的崁頂、力社、洲子、過溪子則獨立組成「崁頂鄉」。1950年10月1日，改為「屏東縣新園鄉、崁頂鄉」。
| 1904年   | 1904年   | 1904年                                                                         | 1920年 | 1920年 | 現在   |
| 堡里     | 區       | 街庄社                                                                         | 街庄   | 大字   | 鄉鎮   |
| -------- | -------- | ------------------------------------------------------------------------------ | ------ | ------ | ------ |
| 新園里   | 新園區   | 新園街、港東庄、港西庄、舊港東庄                                               | 新園庄 | 新園   | 新園鄉 |
| 新園里   | 新園區   | 五房洲庄、溪埔仔庄、頂五房洲庄                                                 | 新園庄 | 五房洲 | 新園鄉 |
| 新園里   | 新園區   | 烏龍庄、中洲庄、後廍仔庄、鹽埔仔庄                                             | 新園庄 | 烏龍   | 新園鄉 |
| 新園里   | 仙公廟區 | 仙公廟庄、內庄仔庄、港仔墘庄、店仔口庄                                         | 新園庄 | 仙公廟 | 新園鄉 |
| 新園里   | 仙公廟區 | 新厝庄、仙仔腳庄、西勢仔庄、田洋仔庄、新興廍庄                                 | 新園庄 | 田洋子 | 新園鄉 |
| 新園里   | 仙公廟區 | 瓦磘仔庄、下巷仔庄、後大厝庄、下瓦磘庄                                         | 新園庄 | 瓦磘子 | 新園鄉 |
| 港東上里 | 崁頂區   | 崁頂庄、後壁厝庄、瓦磘溝庄、社皮庄、社尾庄、田藔庄、南謨安庄、衙門口庄、頭前庄 | 新園庄 | 崁頂   | 崁頂鄉 |
| 港東上里 | 崁頂區   | 力社庄、竹圍內庄、土角窟庄、崎仔頭庄                                           | 新園庄 | 力社   | 崁頂鄉 |
| 港東上里 | 崁頂區   | 洲仔庄、後廍庄、溝仔底庄、北勢仔庄、檳榔腳庄                                   | 新園庄 | 洲子   | 崁頂鄉 |
| 港東上里 | 崁頂區   | 新港東庄、過溪仔庄、竹圍仔庄、油車庄、筏仔路頭庄                               | 新園庄 | 過溪子 | 崁頂鄉 |

## 區、庄長
- 新園區長
  - 陳福：1910~1919年
  - 陳林石：1920年
- 仙公廟區長
  - 吳川：1910~1911年
  - 黃𦬬來：1912~1920年
- 崁頂區長
  - 陳謙：1910~1919年
  - 羅喜：1920年
- 新園庄長
  - 陳林石：1920~1928年
  - 楊長：1929~1933年
  - 陳清桔：1934~1937年
  - 手代木駒之助：1938~1945年[5]

## 設施

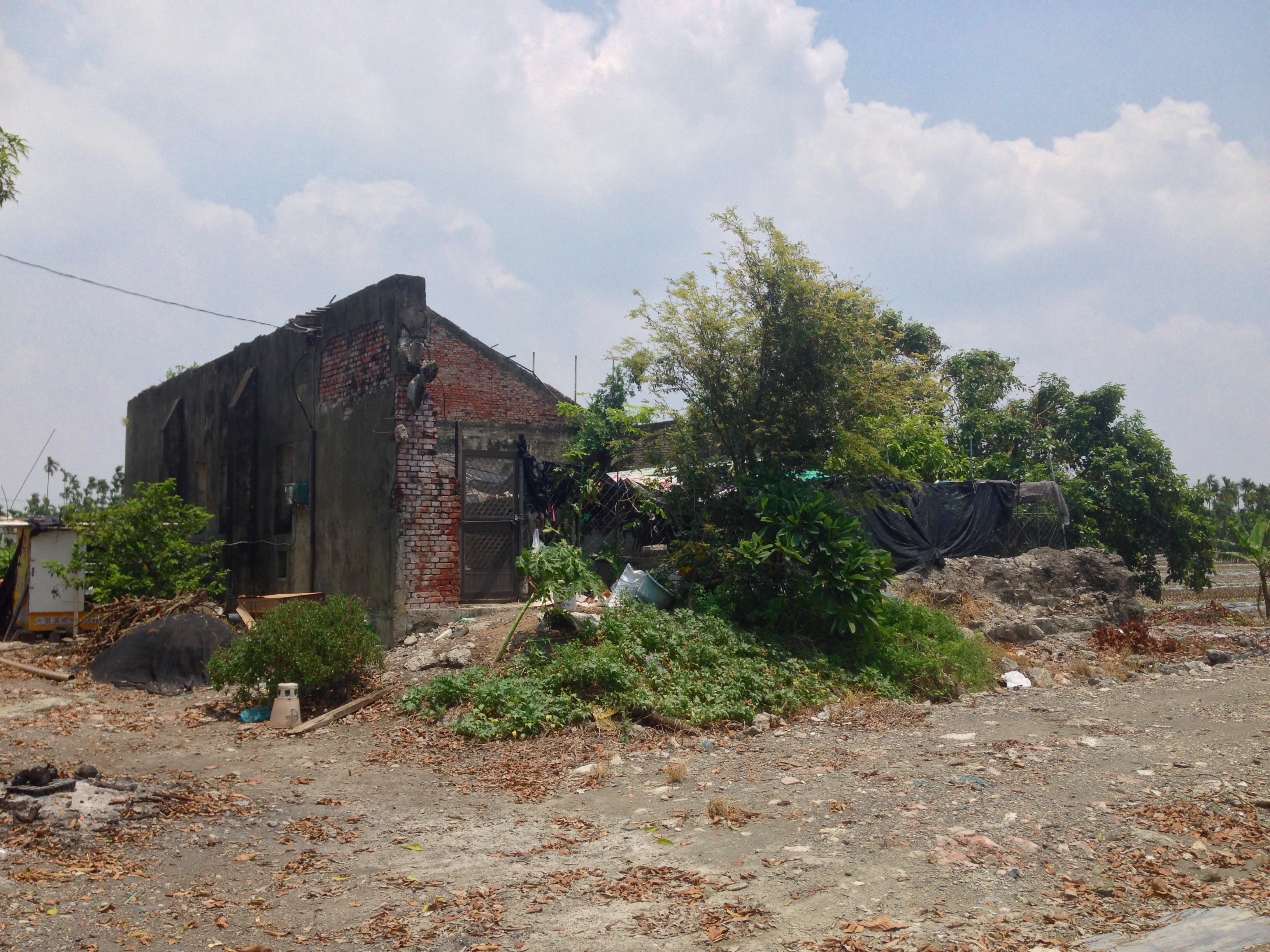
崁頂日軍通訊中心遺址

- 新園庄役場
- 新園公學校→新園國民學校（今新園國小）
- 烏龍公學校→烏龍國民學校（今烏龍國小）
- 崁頂公學校→崁頂國民學校（今崁頂國小）
- 臺灣製糖鐵道
- 崁頂海軍送信所崁頂日軍通訊中心遺址